# Zona Sul de Boa Vista

Zona Sul situada ao leste da área marrom escuro (Zona Oeste)

A zona sul de Boa Vista, é a 3° maior zona em população com 12434 habitantes e também é composta por 5 bairros: 13 de Setembro, São Vicente, Aquilino Mota Duarte/Distrito Industrial, Calungá e Marechal Rondon.

## Lugares
Existe alguns lugares para visitar na Zona Sul entre esses abaixo:

### Distrito Industrial

Distrito Industrial

O Distrito Industrial Governador Aquilino Mota Duarte, localizado na zona sul da cidade, as margens da BR-174, foi criado em 1979 com a proposta de acomodar empreendimentos que buscam localização estratégica para alavancar a produção industrial, colaborando desta forma, com o desenvolvimento de Roraima, através de seus serviços e contratação de mão de obra. 

### CfronRR / 7° BIS

CfronRR e 7°BIS

O Comando de Fronteira de Roraima (CfronRR) e o 7° BIS São Divisões no Exército Brasileiro em Roraima, no Bairro Marechal Rondon.

### Teatro Municipal
o Teatro Municipal oferece um espaço versátil para uma variedade de eventos a todos os públicos. A Sala Roraimeira, com seu auditório em formato de caixa cênica italiana, tem sido palco de espetáculos grandiosos, como óperas, peças teatrais e musicais.

Teatro Municipal

Por sua vez, a Sala Teatro Escola, com capacidade para uma plateia de 165 pessoas, é ideal para palestras e pequenas apresentações artísticas. Já a Sala Múltiplo Uso, um espaço sem poltronas, é o ambiente perfeito para eventos dinâmicos, reuniões e capacitações diversas.

## Bairros
A zona sul de Boa Vista-RR ocupa 5 bairros.

Distrito Industrial

Marechal Rondon

13 de Setembro

São Vicente

Aquilino Mota Duarte

Calungá
Marechal Rondon